# Elon (együttes)
Az Elon magyar rockegyüttes, amely 1989-ben alakult.
Eredetileg Elektron volt a nevük. Alapító tagja Nagy Gábor. Első nagylemezük 1989-ben jelent meg New York címmel. Nem sokkal ezután személyes okok miatt feloszlottak. 1995-ben újból összeálltak új felállással, és további három albumot adtak ki.

## Diszkográfia
- New York (1989)
- Néma óceán (1995)
- A végtelen felé (1997)
- Kontakt (1999)

## Tagok
- Nagy Gábor – billentyűk
- Szabolcsi Gábor – basszusgitár
- Parádi Gergő – gitár
- Knapik Tamás – ének

### Korábbi tagok
- Kökény Gábor – gitár
- Szilágyi Ferenc – ütős hangszerek
- Tóth Zoltán – basszusgitár

## Fordítás
Ez a szócikk részben vagy egészben  az   Elon (zespół muzyczny) című lengyel Wikipédia-szócikk fordításán alapul.  Az eredeti cikk szerkesztőit annak laptörténete sorolja fel. Ez a jelzés csupán a megfogalmazás eredetét és a szerzői jogokat jelzi, nem szolgál a cikkben szereplő információk forrásmegjelöléseként.